# Abrosoma simplex
Abrosoma simplex är en insektsart som beskrevs av Giglio-Tos 1910. Abrosoma simplex ingår i släktet Abrosoma och familjen Aschiphasmatidae. Inga underarter finns listade i Catalogue of Life.